# Mezinárodní letiště Kišiněv
Mezinárodní letiště Kišiněv (IATA: RMO, ICAO: LUKK), rumunsky: Aeroportul Internațional Chișinău, je letiště, které se nachází 13 km jihovýchodně od moldavské metropole Kišiněva. S velkým terminálem o kapacitě 1 200 000 cestujících (postaveném v roce 1970) a 425 přepravenými cestujícími za hodinu je toto letiště hlavním, největším a zároveň nejmodernějším v celé Moldavské republice.
Dne 18. ledna 2024 byl kód letiště IATA KIV, odvozený od ruského a dřívějšího anglického názvu města Kišiněv, změněn na RMO (Republica Moldova, rumunsky „Moldavská republika“).

## Vzhled a vybavení

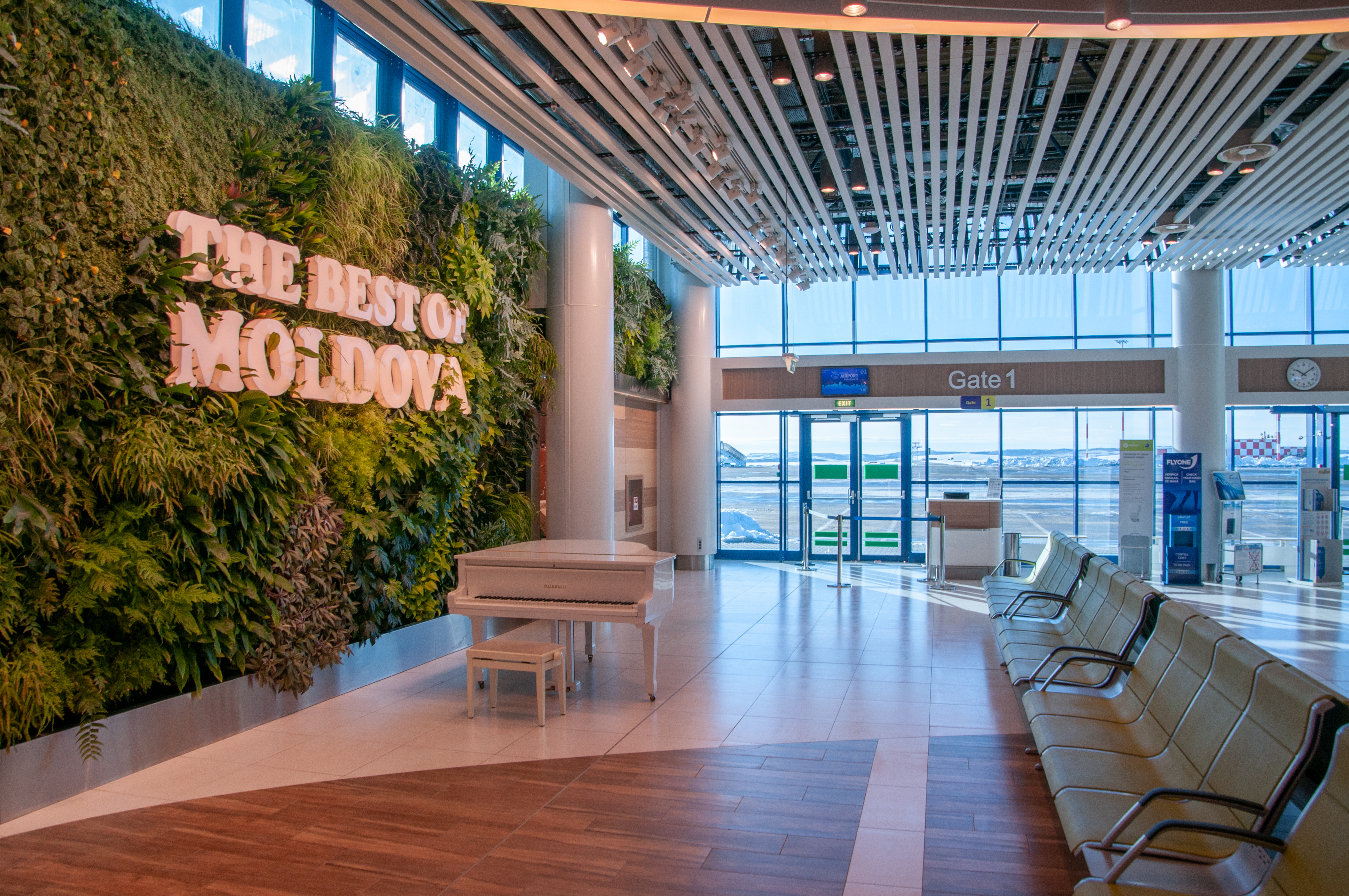
Interiér letiště

Letiště, které je otevřeno 24 hodin denně, má jednu betonovou vzletovou a přistávací dráhu o délce 3590 m. Stará dráha dnes náleží k dráhám pojezdovým. Na letišti je také kontrolní věž, hangáry a pohotovostní systém hasičských a záchranných vozů. Terminál je moderně zařízen, má 10 odbavovacích stolků, 4 brány, výtahy, restaurace, dětský koutek, obchůdky, WC a VIP terminál. V okolí letiště je také parkoviště a hotel.
V prosinci 2006 byla otevřená také terasa ve druhém patře s částečným výhledem na ranvej. Kvůli bezpečnostním opatřením byla ovšem po necelém roce uzavřena.